# Linda bei Neustadt an der Orla
Linda bei Neustadt An Orla é uma localidade e antigo município da Alemanha localizado no distrito de Saale-Orla, estado da Turíngia. Desde dezembro de 2019, forma parte do município de Neustadt an der Orla.

## Demografia
Evolução da população (31 de dezembro):
| - 1994: 415 - 1995: 448 - 1996: 459 - 1997: 450 | - 1998: 442 - 1999: 440 - 2000: 436 - 2001: 434 | - 2002: 426 - 2003: 412 - 2004: 405 - 2005: 402 |

Fonte: Thüringer Landesamt für Statistik